# Sully-la-Chapelle
Pour les articles homonymes, voir Sully et La Chapelle.
Sully-la-Chapelle est une commune française située dans le département du Loiret, en région Centre-Val de Loire.
Ses habitants sont appelés les Sullygeois.

## Géographie

### Localisation

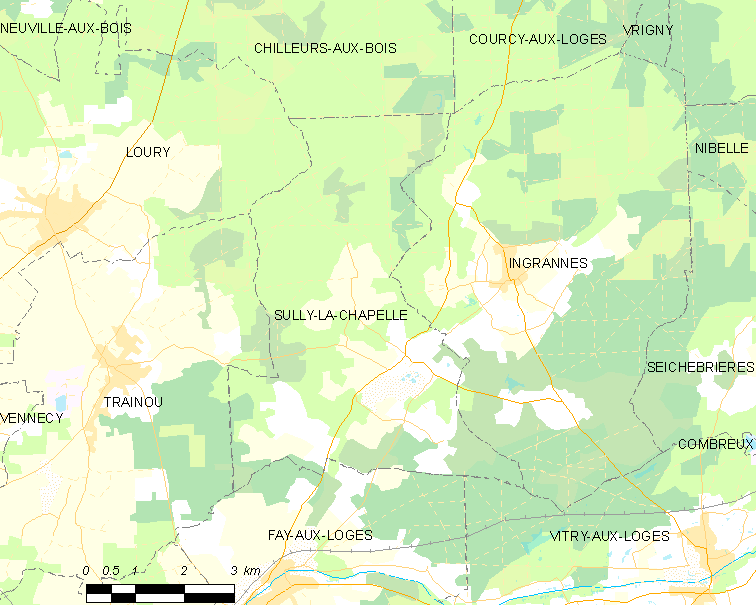
Carte de la commune de Sully-la-Chapelle et des communes limitrophes

La commune de Sully-la-Chapelle se trouve dans le quadrant nord-est du département du Loiret, dans la région agricole de l'Orléanais et l'aire urbaine d'Orléans.  À vol d'oiseau, elle se situe à 22,0 km  d'Orléans, préfecture du département, et à 14,1 km de Neuville-aux-Bois, ancien chef-lieu du canton dont dépendait la commune avant mars 2015. La commune fait partie du bassin de vie de Jargeau dont elle est éloignée de 12,9 km.
Les communes les plus proches sont : Ingrannes (2,9 km), Traînou (5,8 km), Fay-aux-Loges (6,1 km), Seichebrières (6,7 km), Vitry-aux-Loges (7,4 km), Loury (7,5 km), Donnery (8,9 km), Combreux (9,4 km), Vennecy (9,7 km) et Courcy-aux-Loges (10 km).

### Géologie et relief

Carte géologique de la commune de Sully-la-Chapelle.
m3-p1SASo : Sables et argiles de Sologne (Langhien supérieur à Pliocène inférieur.)
m2MSO : Marnes et sables de l'Orléanais (Burdigalien)
m2MCO : Marnes et calcaires de l'Orléanais (Burdigalien)

La région d’Orléans se situe dans le sud du Bassin Parisien, vaste cuvette composée d’un empilement de couches sédimentaires d’origines essentiellement détritiques (issus de l’érosion d’anciennes chaînes de montagnes) et carbonatées (précipitation de carbonate de calcium). Ces dépôts s'étagent du Trias (- 250 millions d’années) au Pliocène (- 23 millions d’années) et se font surtout en contexte marin, mais aussi en milieu lacustre. Les successions de périodes glaciaires et interglaciaires au Quaternaire aboutissent à la configuration géomorphologique actuelle : altération plus ou moins profonde des roches en place, terrasses alluviales anciennes perchées sur les plateaux et incision de la vallée actuelle de la Loire,.
Les calcaires de Beauce, qui constituent le socle du territoire communal, se forment à l'Aquitanien (de - 23 à - 20,5 millions d’années). Leur partie supérieure, les marnes et calcaires de l'Orléanais (m2MCO), affleure sur les flancs de l’Oussance dans la partie sud de la commune. Cette formation est constituée d’un calcaire beige, crème, carié, vacuolaire, dur ou marneux. Fragmentés et fissurés, les calcaires peuvent être le siège de phénomènes karstiques. Les circulations préférentielles d’eaux souterraines érodent ces calcaires en profondeur et entraînent la formation de dépressions, gouffre ou dolines. Les manifestations en surface de ces fragilités ne sont pas rares dans la région orléanaise. Des cavités ont été inventoriées par le service régional Centre du BRGM, en octobre 2003. Une seule doline (dépression circulaire ou elliptique liée à l'activité karstique) est recensée sur l’ensemble de la commune.
Les calcaires de Beauce sont recouverts par les marnes et sables de l’Orléanais (m2MSO), premiers dépôts burdigaliens (de – 20,44 à – 15,97 millions d'années) venus combler les irrégularités sur plus de 6 m d’épaisseur. Ils occupent principalement la partie centrale du territoire communal. Ces sables sont essentiellement composés de grains de quartz émoussés, accompagnés de feldspaths kaolinisés et friables, de silex à patine noire et de graviers calcaires particulièrement fréquents à la base de la formation,.
Cette formation est elle-même surmontée par les sables et argiles de Sologne (m3p1SASO), datés du Langhien supérieur au Pliocène inférieur, une formation composée de sables (quartz gneissique ou granitique) argileux très grossiers à fins et de lentilles d’argile verte, pure ou sableuse, occupant toute la partie ouest de la commune.
Le territoire communal est relativement plat puisque la dénivelée maximale est de 41 mètres. L'altitude du territoire varie en effet de 106 mètres à 147 mètres,.

### Paysages
La commune est située dans la forêt d'Orléans, dans la zone de protection spéciale forêt d'Orléans du réseau Natura 2000, et traversée par la rivière Cens et les routes départementales 124, 143 et 921.

### Lieux-dits et écarts
Philiponet.

### Climat
Pour des articles plus généraux, voir Climat du Centre-Val de Loire et Climat du Loiret.
En 2010, le climat de la commune est de type climat océanique dégradé des plaines du Centre et du Nord, selon une étude du CNRS s'appuyant sur une série de données couvrant la période 1971-2000. En 2020, Météo-France publie une typologie des climats de la France métropolitaine dans laquelle la commune est exposée à un climat océanique altéré et est dans la région climatique Moyenne vallée de la Loire, caractérisée par une bonne insolation (1 850 h/an) et un été peu pluvieux.
Pour la période 1971-2000, la température annuelle moyenne est de 10,9 °C, avec une amplitude thermique annuelle de 15,4 °C. Le cumul annuel moyen de précipitations est de 673 mm, avec 10,8 jours de précipitations en janvier et 7,1 jours en juillet. Pour la période 1991-2020, la température moyenne annuelle observée sur la station météorologique de Météo-France la plus proche, sur la commune de Loury à 8 km à vol d'oiseau, est de 11,8 °C et le cumul annuel moyen de précipitations est de 757,1 mm,. Pour l'avenir, les paramètres climatiques de la commune estimés pour 2050 selon différents scénarios d'émission de gaz à effet de serre sont consultables sur un site dédié publié par Météo-France en novembre 2022.

### Milieux naturels et biodiversité

#### Sites Natura 2000
Le réseau Natura 2000 est un réseau écologique européen de sites naturels d’intérêt écologique élaboré à partir des Directives «Habitats » et «Oiseaux ». Ce réseau est constitué de Zones Spéciales de Conservation (ZSC) et de Zones de Protection Spéciale (ZPS). Dans les zones de ce réseau, les États Membres s'engagent à maintenir dans un état de conservation favorable les types d'habitats et d'espèces concernés, par le biais de mesures réglementaires, administratives ou contractuelles. L'objectif est de promouvoir une gestion adaptée des habitats tout en tenant compte des exigences économiques, sociales et culturelles, ainsi que des particularités régionales et locales de chaque État Membre. les activités humaines ne sont pas interdites, dès lors que celles-ci ne remettent pas en cause significativement l’état de conservation favorable des habitats et des espèces concernés,.
Un site Natura 2000 est présent sur le territoire communal de Sully-la-Chapelle :
| Numéro    | Type                                     | Nom                           | Arrêté de classement | Localisation                                                                    |
| --------- | ---------------------------------------- | ----------------------------- | -------------------- | ------------------------------------------------------------------------------- |
| FR2400524 | SIC (directive "Habitats, faune, flore") | Forêt d’Orléans et périphérie | 20 août 2014         | Deux entités sont localisées dans les parties ouest et sud-ouest de la commune. |

Le site de la « forêt d'Orléans et périphérie » d'une surface totale de 2 226,40 ha, est morcelé en 38 entités. Celles-ci, de tailles variables (de 0,9 à 347 ha), sont disséminées sur les 3 massifs et leurs périphéries. Au cours de la réalisation du document d'objectifs, à la suite des inventaires de terrain, l'absence d'habitat ou habitat d'espèce d'intérêt communautaire dans certaines entités a conduit à la proposition de leur suppression (13 entités concernées, pour une surface totale de 207,90 ha).  L'intérêt du site réside dans la qualité des zones humides (étangs, tourbières, marais, mares), la grande richesse floristique, avec un intérêt élevé pour les bryophytes, les lichens et les champignons. 17 habitats naturels d’intérêt communautaire sont répertoriés sur le site qui présente aussi un intérêt faunistique, notamment l’avifaune, les chiroptères, les amphibiens et les insectes. Ce site présente une faible vulnérabilité dans les conditions actuelles de gestion ; il s’agit en effet de parcelles de forêt domaniale dont la gestion actuelle n’induit pas de contraintes particulières pour les espèces citées. Certaines comme le balbuzard pêcheur font l’objet d’une surveillance. D’autres espèces justifieraient un suivi, comme le sonneur à ventre jaune, l’aigle botté, la pie-grièche écorcheur.

#### Zones nationales d'intérêt écologique, faunistique et floristique

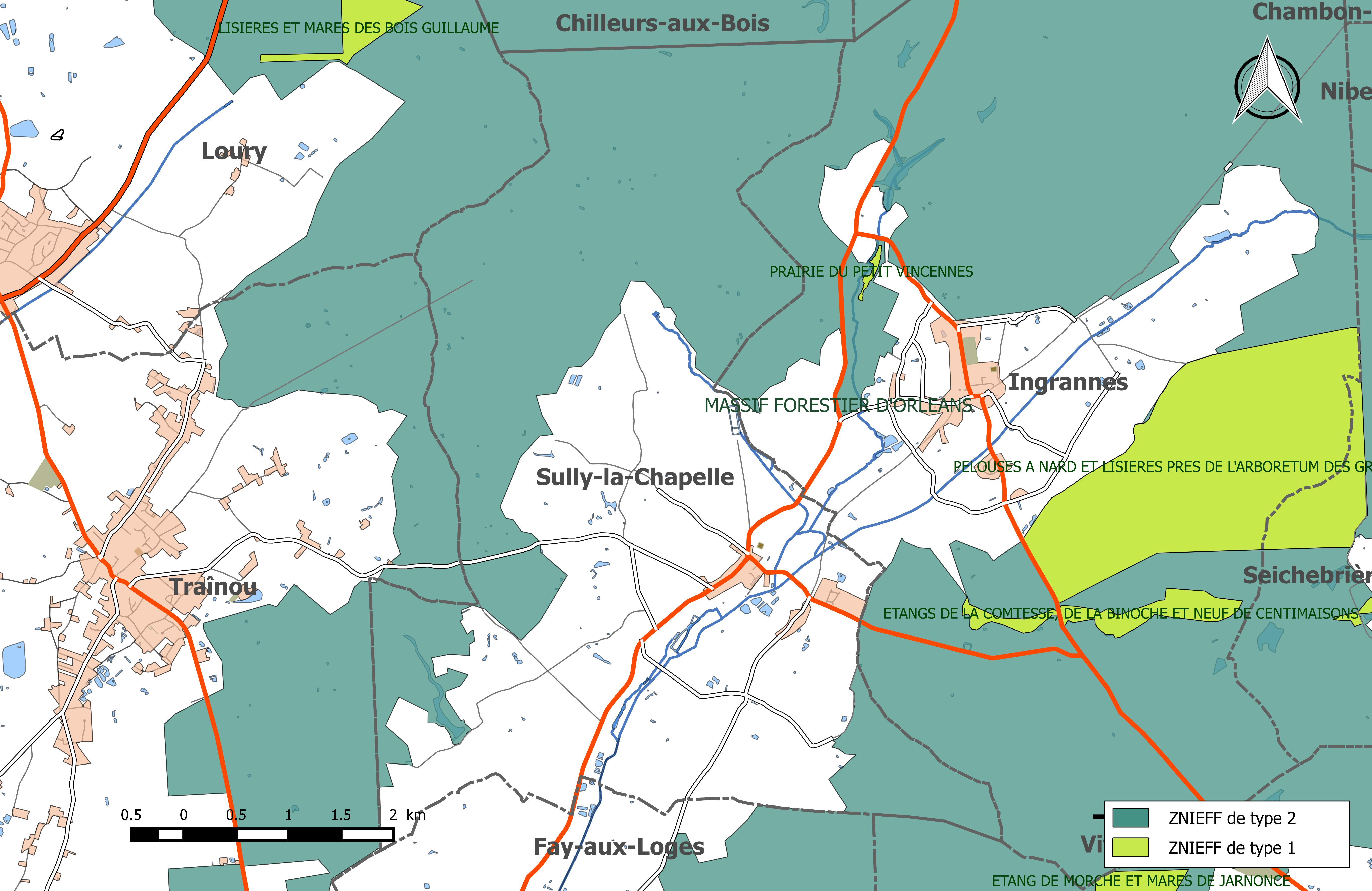
Carte des ZNIEFF de la commune et de ses abords.

L’inventaire des zones naturelles d'intérêt écologique, faunistique et floristique (ZNIEFF) a pour objectif de réaliser une couverture des zones les plus intéressantes sur le plan écologique, essentiellement dans la perspective d’améliorer la connaissance du patrimoine naturel national et de fournir aux différents décideurs un outil d’aide à la prise en compte de l’environnement dans l’aménagement du territoire. Le territoire communal de Sully-la-Chapelle comprend une ZNIEFF de type 2, dénommée « Massif forestier d'Orléans ». D'une superficie de 36 086 hectares, elle s'étend sur 37 communes, dont Sully-la-Chapelle. Son altitude varie entre 126 et 174 m. La forêt d'Orléans repose pour l'essentiel sur des terrains de nature comparable à celle des terrains de la Sologne (Burdigalien) épandus sur le coteau de Beauce. Les formations végétales sont donc plutôt acidoclines à acidiphiles avec des secteurs secs et  d'autres  très  humides.  L'intérêt  dépasse  les  contours  complexes  du  massif  domanial  et  s'étend  également  aux  lisières  et
enclaves privées qui le prolongent.

## Histoire
Au cours de la Révolution française, la commune porta provisoirement le nom de Sully-le-Peletier.

### Révolution française et Empire

#### Nouvelle organisation territoriale
Le décret de l'Assemblée Nationale du 12 novembre 1789 décrète « il y aura une municipalité dans chaque ville, bourg, paroisse ou communauté de campagne ». Ce décret ne crée pas encore les communes, mais les municipalités, témoignant et entretenant une confusion entre l'institution et le territoire et ouvrant la porte à un nombre considérable de municipalités.  En 1790, dans le cadre de la création des départements, le Loiret compte alors 367 municipalités, rattachées à 59 cantons et 7 districts. La municipalité de Sully la Chapelle est rattachée au canton de Vitry aux Loges et au district de Boiscommun.  Le terme « commune », au sens de l’administration territoriale actuelle, est imposé par le décret de la Convention nationale du 10 brumaire an II (31 octobre 1793) : « La Convention nationale, sur la proposition d’un membre, décrète que toutes les dénominations de ville, bourg ou village sont supprimées et que celle de commune leur est substituée ». Ainsi la municipalité de Sully la Chapelle devient formellement « commune de Sully la Chapelle » en 1793.
Les cantons sont supprimés, en tant que découpage administratif, par une loi du 26 juin 1793, et ne conservent qu'un rôle électoral, permettant l’élection des électeurs du second degré chargés de désigner les députés,. La Constitution du 5 fructidor an III, appliquée à partir de vendémiaire an IV (1795) supprime les districts, considérés comme des rouages administratifs liés à la Terreur, mais maintient les cantons qui acquièrent dès lors plus d'importance en retrouvant une fonction administrative.Enfin, sous le Consulat, un redécoupage territorial visant à réduire le nombre de justices de paix ramène le nombre de cantons dans le Loiret de 58 à 31,. Sully-la-Chapelle est alors rattachée au canton Chécy et à l'Arrondissement d'Orléans par arrêté du 9 vendémiaire an X (1er octobre 1801),,. En 1806, la commune est rattachée au canton de Neuville-aux-Bois, un canton nouveau formé d'une commune de l'ancien canton d'Ingré, supprimé, de sept communes issues du canton de Neuville et de trois issues du canton de Patay. Cette organisation va rester inchangée jusqu'en 2014.

## Urbanisme

### Typologie
Au 1er janvier 2024, Sully-la-Chapelle est catégorisée commune rurale à habitat dispersé, selon la nouvelle grille communale de densité à sept niveaux définie par l'Insee en 2022.
Elle est située hors unité urbaine. Par ailleurs la commune fait partie de l'aire d'attraction d'Orléans, dont elle est une commune de la couronne,. Cette aire, qui regroupe 136 communes, est catégorisée dans les aires de 200 000 à moins de 700 000 habitants,.

### Occupation des sols
L'occupation des sols de la commune, telle qu'elle ressort de la base de données européenne d’occupation biophysique des sols Corine Land Cover (CLC), est marquée par l'importance des forêts et milieux semi-naturels (69,8 % en 2018), une proportion sensiblement équivalente à celle de 1990 (69,2 %). La répartition détaillée en 2018 est la suivante : 
forêts (58,7 %), prairies (13,9 %), terres arables (11,9 %), milieux à végétation arbustive et/ou herbacée (11,1 %), zones agricoles hétérogènes (3,4 %), zones urbanisées (1 %).
L'évolution de l’occupation des sols de la commune et de ses infrastructures peut être observée sur les différentes représentations cartographiques du territoire : la carte de Cassini (XVIIIe siècle), la carte d'état-major (1820-1866) et les cartes ou photos aériennes de l'IGN pour la période actuelle (1950 à aujourd'hui).

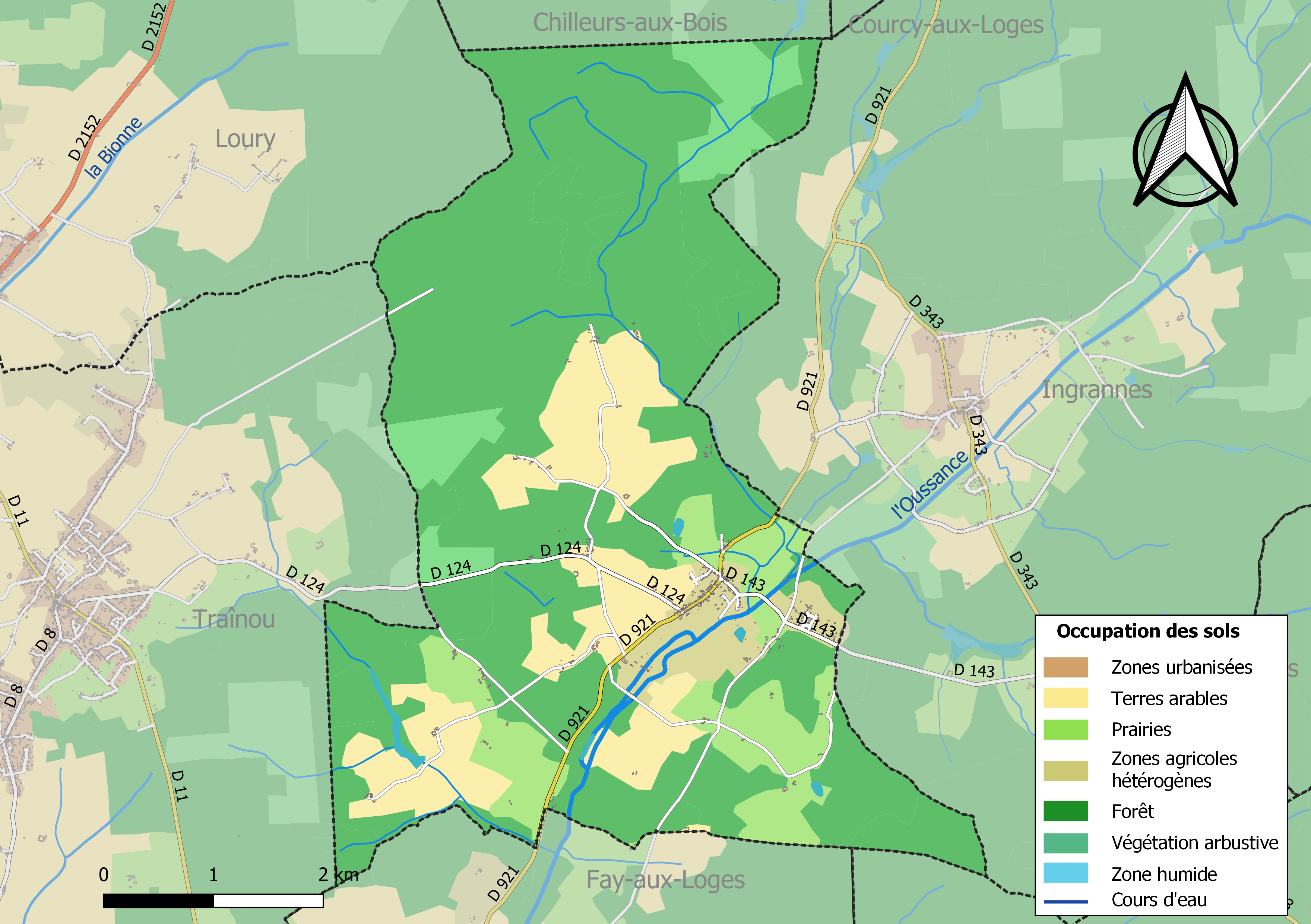
Carte des infrastructures et de l'occupation des sols de la commune en 2018 (CLC).
Carte orthophotographique de la commune en 2016.

### Planification

#### Plan local d'urbanisme
En 2016, la commune ne dispose pas de document d'urbanisme approuvé. De ce fait seules les règles générales du règlement national d'urbanisme s'appliquent. Ainsi tout terrain situé hors des parties actuellement urbanisées est inconstructible hormis dans certains cas spécifiques.

#### Documents d'orientations intercommunaux
La commune est membre du pays Forêt d'Orléans - Val de Loire, qui regroupe 32 communes. En 2012 les Pays Forêt d'Orléans Val de Loire, Loire Beauce et Sologne Val-sud sont les seuls territoires du département du Loiret ne disposant pas de schéma de cohérence territoriale (SCoT). Compte tenu  de l'intérêt de cet outil pour l'avenir des territoires, les élus de ces pays décident d'engager une démarche commune d'élaboration de SCoT. Le comité syndical du Pays Forêt d'Orléans - Val de Loire décide de prendre le 8 octobre 2015 la compétence « Elaboration, gestion et suivi du Schéma de Cohérence Territoriale » et, après avis favorable conforme des différentes communes membres (le 21 décembre 2015 pour Sully-la-Chapelle), le préfet approuve la modification des statuts en ce sens le 19 février 2016. Les trois SCoT sont lancés officiellement et simultanément à La Ferté-Saint-Aubin le 21 juin 2014, l'assistance à maîtrise d'ouvrage étant confiée à un seul bureau d'études. Après étude et concertation de 2014 à 2017, le document doit être approuvé en 2018.

### Voies de communication et transports

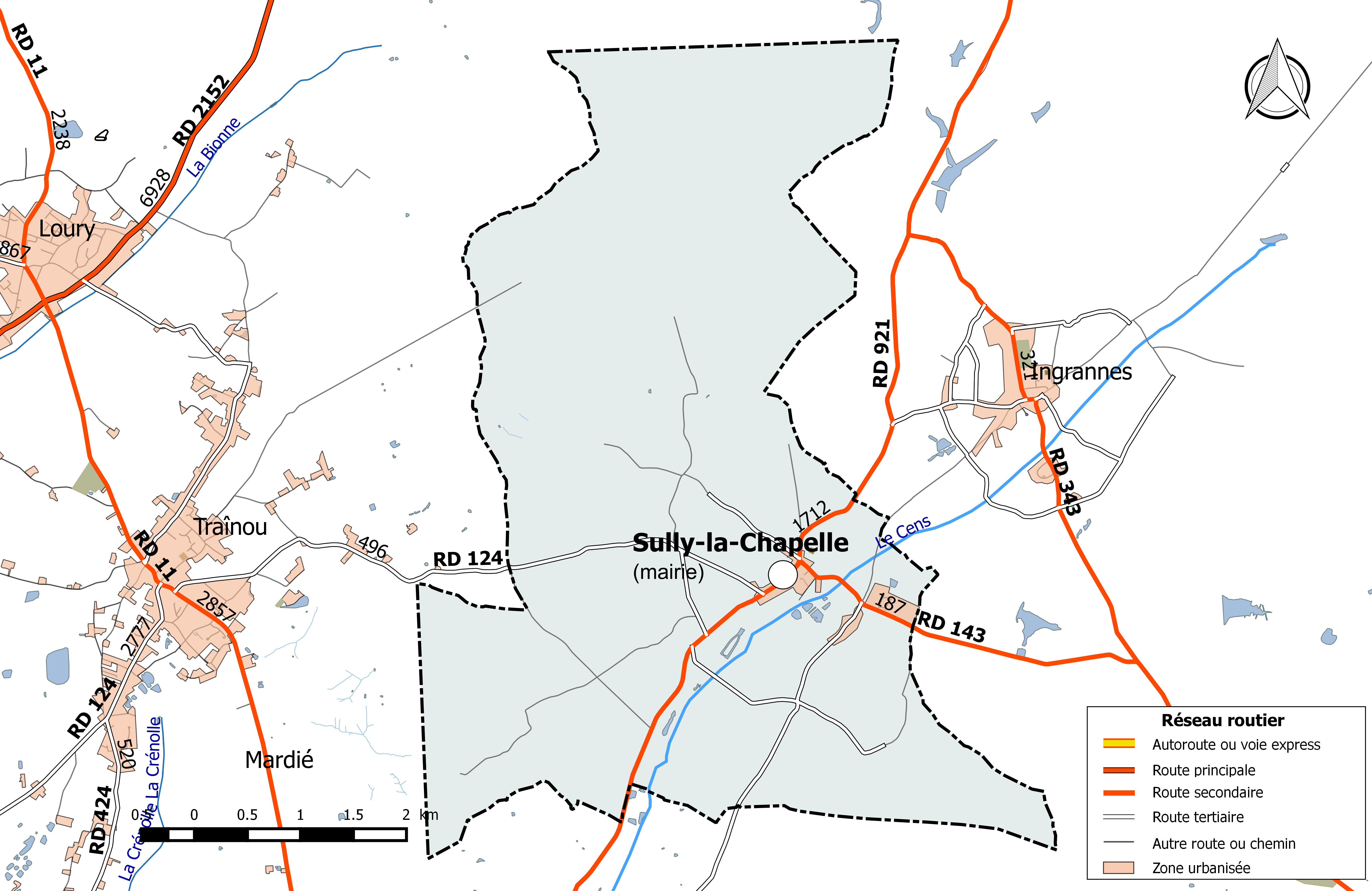
Réseau routier principal de la commune de Sully-la-Chapelle (avec indication du trafic routier 2014).

#### Infrastructures routières
La commune est traversée par trois routes départementales : la RD 921, la RD 143 et la RD 124.
La RD 921 traverse la commune et longe le Cens. Il s'agit de l'ancienne route nationale 721, qui reliait avant 1973 Étampes (RN 20), Pithiviers, Jargeau et La Ferté-Saint-Aubin (RN 20). Elle a été transférée au département du Loiret par arrêté du 22 décembre 1972.  En 2014, elle supporte un trafic de 1 712 véhicules/jour. La RD 143 (187 véhicules/jour) relie la commune à Vitry-aux-Loges et la RD 124 (496 véhicules/jour) la relie à Boigny-sur-Bionne.
Complétant ces voies, la commune est sillonnée de plusieurs voies communales et chemins ruraux  desservant ses fermes et hameaux et les bourgs environnants.

#### Transports en commun
En 2016, la commune est desservie par la ligne no 16 du réseau Ulys, le réseau interurbain de transport par autocar du Conseil départemental du Loiret. Cette ligne, qui relie Ingrannes - Sully-la-Chapelle - Traînou - Vennecy - Orléans, propose un nombre de dessertes variable en fonction des jours ouvrables de la semaine. Des correspondances SNCF sont assurées dans la  gare d'Orléans. À compter du 1er janvier 2017, la compétence des services de transports routiers interurbains, réguliers et à la demande est transférée des départements aux régions, et donc localement du département du Loiret à la région Centre-Val de Loire, consécutivement à la loi NOTRe du 7 août 2015.

### Risques majeurs
La commune de Sully-la-Chapelle est vulnérable à différents aléas naturels : climatiques (hiver exceptionnel ou canicule), mouvements de terrains ou sismique (sismicité très faible). 
Entre 1989 et 2019, cinq arrêtés ministériels ayant porté reconnaissance de catastrophe naturelle ont été pris pour le territoire de la commune  : trois  pour des inondations et coulées de boues et deux pour des mouvements de terrains.
Le territoire de la commune peut être concerné par un risque d'effondrement de cavités souterraines non connues. Une cartographie départementale de l'inventaire des cavités souterraines et des désordres de surface a été réalisée. Il a été recensé sur la commune plusieurs effondrements de cavités.
Par ailleurs le sol du territoire communal peut faire l'objet de mouvements de terrain liés à la sècheresse. Le phénomène de retrait-gonflement des argiles est la conséquence d'un changement d'humidité des sols argileux. Les argiles sont capables de fixer l'eau disponible mais aussi de la perdre en se rétractant en cas de sècheresse. Ce phénomène peut provoquer des dégâts très importants sur les constructions (fissures, déformations des ouvertures) pouvant rendre inhabitables certains locaux. Celui-ci a particulièrement affecté le Loiret après la canicule de l'été 2003. Une grande partie du territoire de la commune est exposée à un aléa « fort » face à ce risque, selon l'échelle définie par le Bureau de recherches géologiques et minières (BRGM).
Depuis le 22 octobre 2010, la France dispose d’un nouveau zonage sismique divisant le territoire national en cinq zones de sismicité croissante. La commune, à l’instar de l’ensemble du département,  est concernée par un risque très faible.

## Politique et administration

### Découpage territorial

#### Intercommunalité
La commune de Sully-la-Chapelle est membre de la communauté de communes des Loges, un établissement public de coopération intercommunale (EPCI) à fiscalité propre créé le 1er janvier 1997 dont le siège est à Fay-aux-Loges. Ce dernier est par ailleurs membre d'autres groupements intercommunaux : le SMICTOM de la région de Châteauneuf-sur-Loire, le syndicat mixte du bassin de la Bonnée, le Pôle d’équilibre territorial et rural Forêt d'Orléans-Loire-Sologne (ex pays Forêt d'Orléans-Loire-Sologne), l'Agence Loiret Numérique, l'établissement public d'aménagement et de gestion de l'eau sur le bassin versant du Loing et le syndicat mixte des bassins versants de la Bionne et du Cens 
.

#### Circonscriptions de rattachement
Sur le plan administratif, elle est rattachée à l'arrondissement d'Orléans, au département du Loiret et à la région Centre-Val de Loire. Sur le plan électoral, elle dépend du  canton de Châteauneuf-sur-Loire pour l'élection des conseillers départementaux, depuis le redécoupage cantonal de 2014 entré en vigueur en 2015, et de la cinquième circonscription du Loiret  pour les élections législatives, depuis le dernier découpage électoral de 2010.

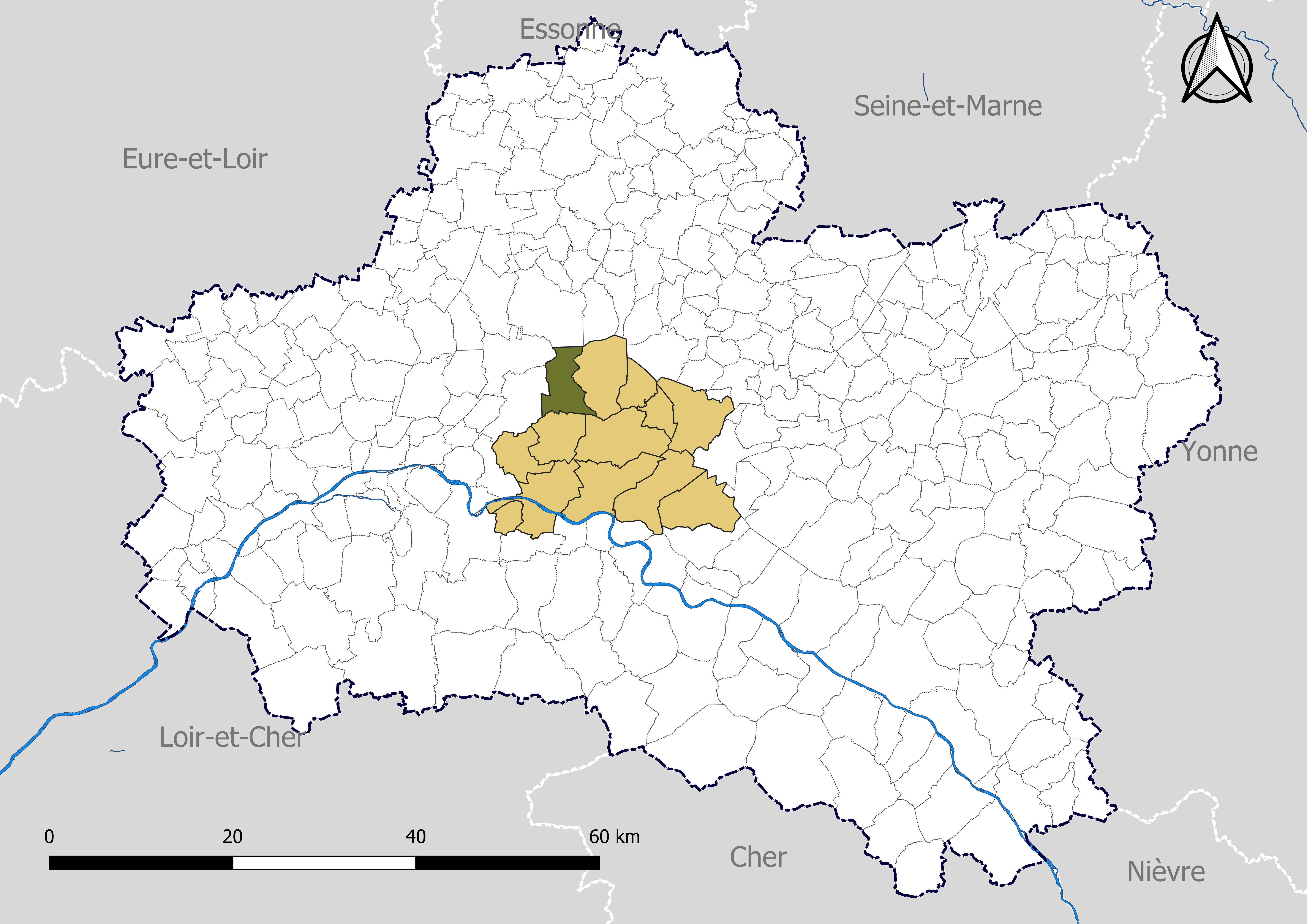
Sully-la-Chapelle dans le canton de Châteauneuf-sur-Loire en 2020.
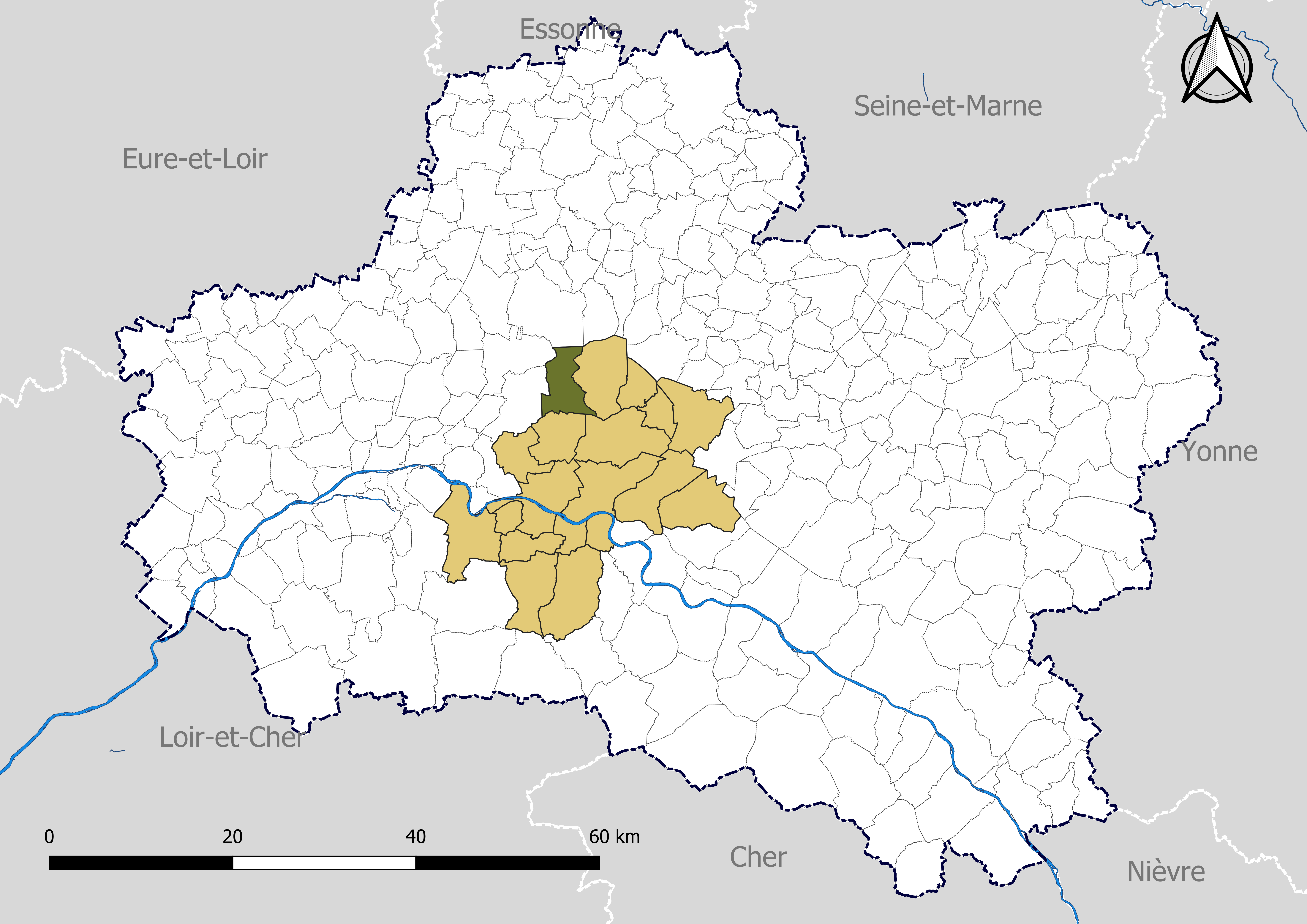
Sully-la-Chapelle dans la communauté de communes des Loges en 2020.
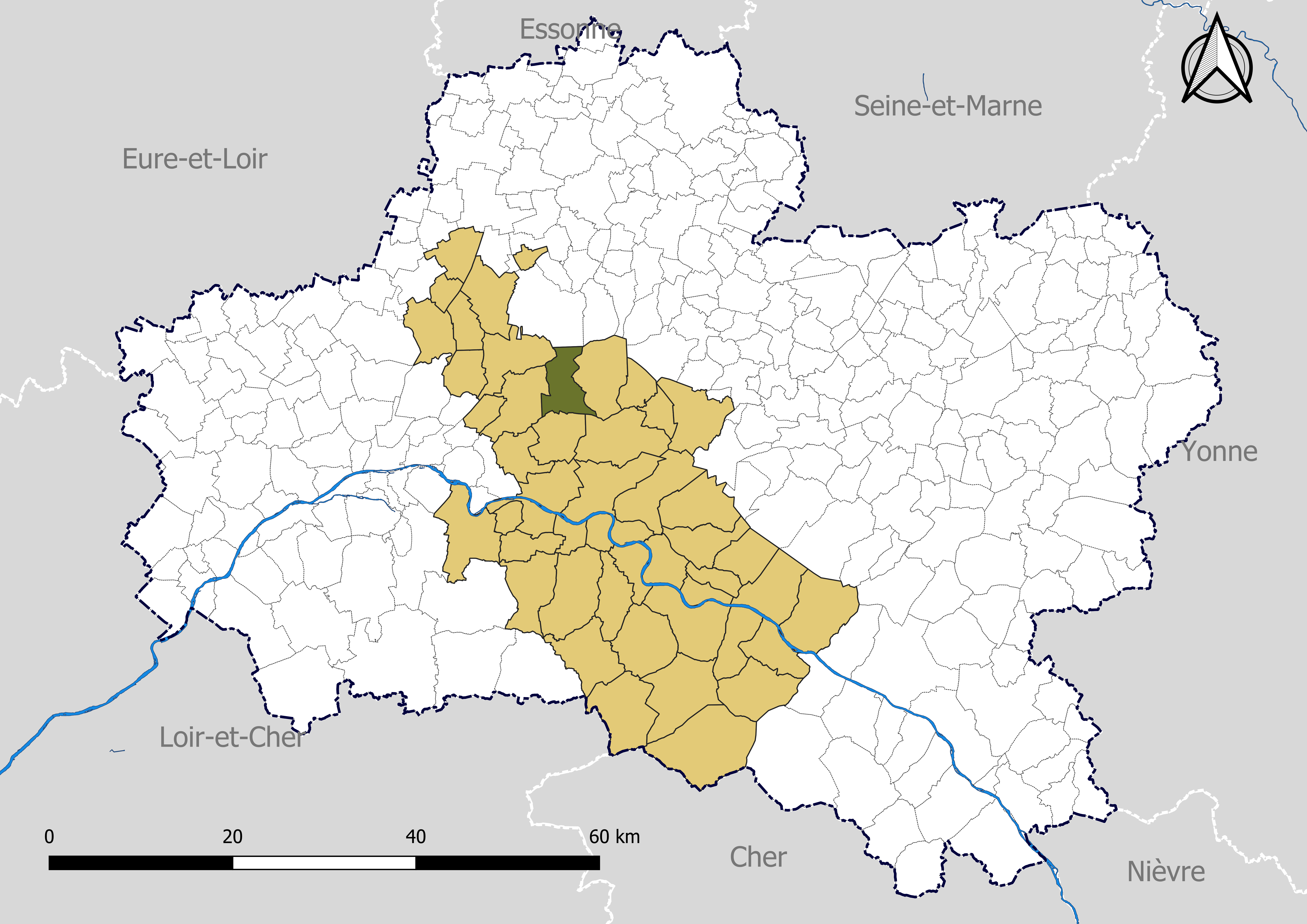
Sully-la-Chapelle dans le Pôle d'équilibre territorial et rural (PETR) Forêt d'Orléans-Loire-Sologne en 2020.
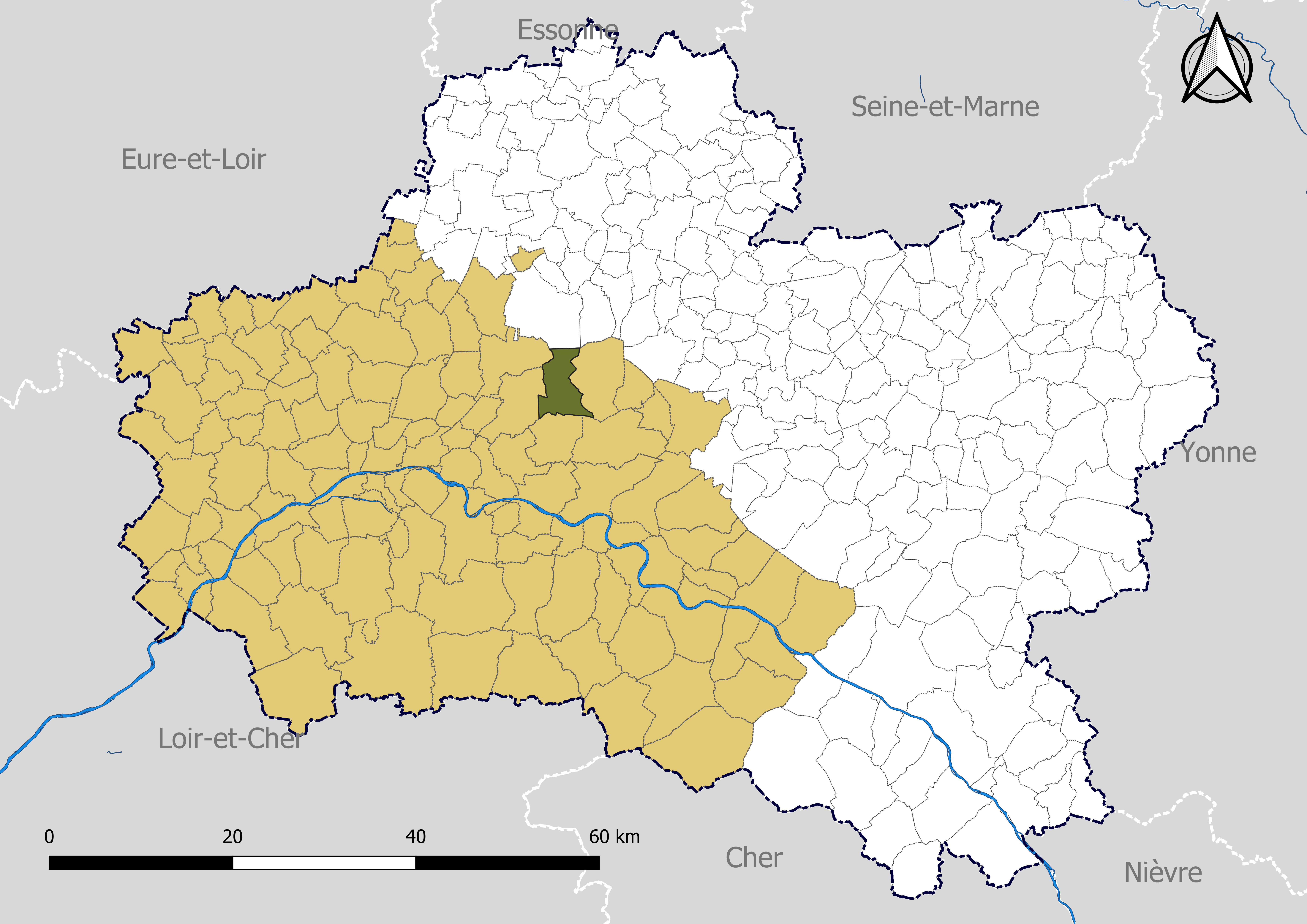
Sully-la-Chapelle dans l'arrondissement d'Orléans en 2020.

### Politique et administration municipales

#### Conseil municipal et maire
Depuis les élections municipales de 2014, le conseil municipal de Sully-la-Chapelle, commune de moins de 1 000 habitants, est élu au scrutin majoritaire plurinominal à deux tours, les électeurs pouvant modifier les listes, panacher, ajouter ou supprimer des candidats sans que le vote soit nul, pour un mandat de six ans renouvelable. Il est composé de 11 membres. L'exécutif communal est constitué par le maire, élu par le conseil municipal, parmi ses membres, pour un mandat de six ans, c'est-à-dire pour la durée du mandat du conseil.
| Période                                  | Période  | Identité           | Étiquette   | Qualité           |
| ---------------------------------------- | -------- | ------------------ | ----------- | ----------------- |
| mars 2001                                | 2014     | Benoît Lonceint    | Non Inscrit | Chef d'entreprise |
| mars 2014                                | mai 2020 | Odile de Courcy    |             |                   |
| mai 2020                                 | En cours | Patrick Morisseau, |             | Ancien cadre      |
| Les données manquantes sont à compléter. |          |                    |             |                   |

## Équipements et services

### Environnement

#### Gestion des déchets
En  2016, la commune est membre du SICTOM de la région de Châteauneuf-sur-Loire, créé en 1976. Celui-ci assure la collecte et le traitement des ordures ménagères résiduelles, des emballages ménagers recyclables  et des encombrants en porte à porte et du verre en points d’apport volontaire. Un réseau de dix déchèteries accueille les encombrants et autres déchets spécifiques (déchets verts, déchets dangereux, gravats, ferraille, cartons…). La déchèterie la plus proche de la commune est située sur la commune de Vitry-aux-Loges.L'élimination et la valorisation énergétique des déchets ménagers et de ceux issus de la collecte sélective sont effectuées par le SYCTOM de Gien-Châteauneuf-sur-Loire qui comprend un centre de transfert de déchets ménagers et un centre de stockage de déchets ultimes (CSDU) de classe II à Saint-Aignan-des-Gués ainsi qu'une usine d’incinération des ordures ménagères à Gien-Arrabloy.
Depuis le 1er janvier 2017, la « gestion des déchets ménagers » ne fait plus partie des compétences de la commune mais est une compétence obligatoire de la communauté de communes des Loges en application de la loi NOTRe du 7 août 2015.

#### Production et distribution d'eau
Le service public d’eau potable est une compétence obligatoire des communes depuis l’adoption de la loi du 30 décembre 2006 sur l’eau et les milieux aquatiques. Au 31 décembre 2016, la production et la distribution de l'eau potable sur le territoire communal sont assurées par le syndicat intercommunal d'alimentation en eau potable d'Ingrannes - Sully-la-Chapelle, un syndicat créé en 1966,,.
La loi NOTRe du 7 août 2015 prévoit que le transfert des compétences « eau et assainissement » vers les communautés de communes sera obligatoire à compter du 1er janvier 2026. Le transfert d’une compétence entraîne  de  facto  la  mise  à disposition  gratuite  de  plein droit des biens, équipements et services publics utilisés, à la date du transfert, pour l'exercice de ces compétences et la substitution de la communauté dans les droits et obligations des communes,.

#### Assainissement
La compétence assainissement, qui recouvre obligatoirement la collecte, le transport et l’épuration des eaux usées, l’élimination des boues produites, ainsi que le contrôle des raccordements aux réseaux publics de collecte, est assurée  par la commune elle-même.
La commune est raccordée à une station d'épuration située sur le territoire communal, mise en service le 1er janvier 1979 et dont la capacité nominale de traitement est de  300 EH, soit 60 m3/jour. Cet équipement utilise un procédé d'épuration biologique dit « à boues activées ». Son exploitation est assurée par la commune,.
L’assainissement non collectif (ANC) désigne les installations individuelles de traitement des eaux domestiques qui ne sont pas desservies par un réseau public de collecte des eaux usées et qui doivent en conséquence traiter elles-mêmes leurs eaux usées avant de les rejeter dans le milieu naturel. En 2016, la communauté de communes des Loges assure le service public d'assainissement non collectif (SPANC), qui a pour mission de vérifier la bonne exécution des travaux de réalisation et de réhabilitation, ainsi que le bon fonctionnement et l’entretien des installations,.

## Population et société

### Démographie
L'évolution du nombre d'habitants est connue à travers les recensements de la population effectués dans la commune depuis 1793. Pour les communes de moins de 10 000 habitants, une enquête de recensement portant sur toute la population est réalisée tous les cinq ans, les populations de référence des années intermédiaires étant quant à elles estimées par interpolation ou extrapolation. Pour la commune, le premier recensement exhaustif entrant dans le cadre du nouveau dispositif a été réalisé en 2004.
En 2022, la commune comptait 453 habitants, en évolution de +7,6 % par rapport à 2016 (Loiret : +1,89 %, France hors Mayotte : +2,11 %).
| 1793 | 1800 | 1806 | 1821 | 1831 | 1836 | 1841 | 1846 | 1851 |
| ---- | ---- | ---- | ---- | ---- | ---- | ---- | ---- | ---- |
| 400  | 438  | 490  | 467  | 507  | 525  | 537  | 559  | 581  |

| 1856 | 1861 | 1866 | 1872 | 1876 | 1881 | 1886 | 1891 | 1896 |
| ---- | ---- | ---- | ---- | ---- | ---- | ---- | ---- | ---- |
| 569  | 567  | 577  | 583  | 563  | 574  | 555  | 511  | 508  |

| 1901 | 1906 | 1911 | 1921 | 1926 | 1931 | 1936 | 1946 | 1954 |
| ---- | ---- | ---- | ---- | ---- | ---- | ---- | ---- | ---- |
| 505  | 488  | 458  | 376  | 382  | 365  | 346  | 351  | 310  |

| 1962 | 1968 | 1975 | 1982 | 1990 | 1999 | 2004 | 2006 | 2009 |
| ---- | ---- | ---- | ---- | ---- | ---- | ---- | ---- | ---- |
| 303  | 285  | 273  | 259  | 290  | 317  | 372  | 367  | 412  |

| 2014 | 2019 | 2022 | - | - | - | - | - | - |
| ---- | ---- | ---- | - | - | - | - | - | - |
| 412  | 450  | 453  | - | - | - | - | - | - |

## Culture locale et patrimoine

### Lieux et monuments

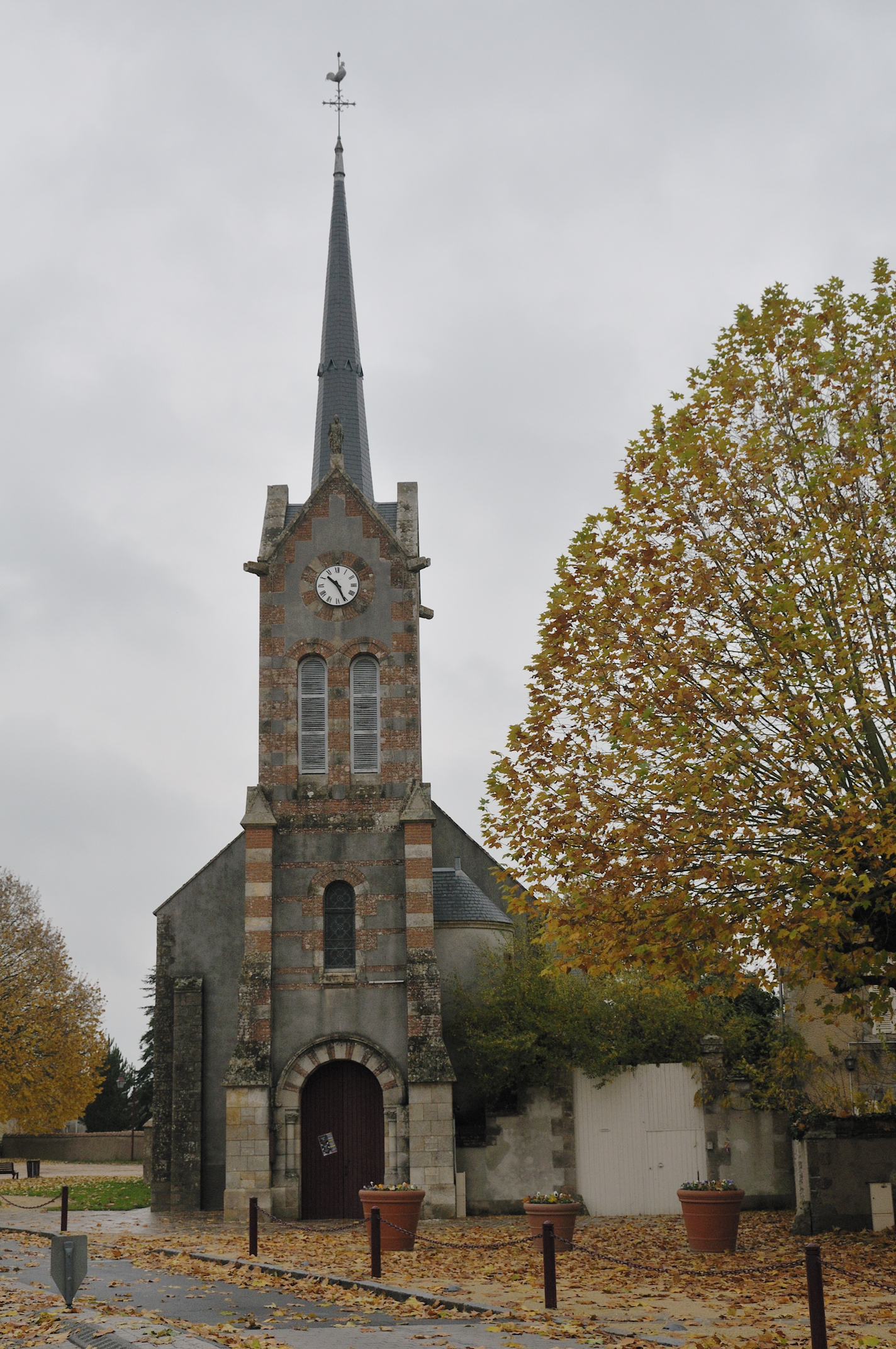
L'église Saint-Sulpice.

- Église Saint-Sulpice datant du XIIe siècle, conservant des caractères de la période romane et remaniée au XIXe siècle ; elle a la particularité de posséder un corbeau à face humaine[84] ;
- Château de Claireau du XVe siècle ; le château est entouré de douves[85]. Il fut acquis en 1733 par Louis François Roussel, baron de Courcy et est toujours propriété de ses descendants en 2018. Il ne se visite pas.

### Personnalités liées à la commune
- Marie-René Roussel, marquis de Courcy (Sully-la-Chapelle, 1827 - château de Claireau, 1908), un diplomate français.
- Catherine MacLeod, née en Écosse en 1827[86], décédée au château de Claireau en 1865, épouse d'Alphonse de Bourboulon (1809-1877), ministre plénipotentiaire de la France en Chine.